# Engelberto Maria d'Arenberg
Engelberto Maria d'Arenberg, duca d'Arenberg, di Aarschot e di Meppen, principe del Sacro Romano Impero (Salisburgo, 10 agosto 1872 – Losanna, 15 gennaio 1949), è stato un nobile e imprenditore belga, membro dell'antica Casata d'Arenberg.
Fu quindicesimo Duca di Aarschot, nono Duca di Arenberg, quarto Duca di Meppen, quarto Principe di Recklinghausen

## Biografia

### Infanzia
Engelberto Maria d'Arenberg era nipote di Prospero Luigi d'Arenberg (1785-1861), feudatario del ducato di Arenberg-Meppen, compreso nei territori dell'Hannover dal periodo post-napoleonico. Suo padre, Engelberto Augusto (1824-1875), era stato il suo predecessore al governo del ducato.
Engelberto Maria passò la sua infanzia nel Palazzo di Egmont, a Bruxelles, e fra il Castello di Arenberg a Lovanio e il castello di Enghien a sud-ovest di Bruxelles. 

### Carriera
Dal 1889 al 1893 fu ufficiale dell'armata prussiana nel 4º reggimento dei corazzieri di Münster, e, dal 1893 al 1896, fu a capo del reggimento di corazzieri d'onore a Berlino.
Nel 1903 si stabilì presso il castello di Nordkirchen, nella regione di Münster. Dal 1909 al 1912 fu parlamentare al parlamento imperiale come deputato della regione di Lüdinghausen-Warendorf-Beckum. Durante la prima guerra mondiale ottenne il comando della VII armata dell'esercito tedesco. Dal 1903 al 1918 il duca fu anche membro della Camera dei Signori del parlamento prussiano, e, dal 1917 al 1919, entrò a far parte del parlamento della provincia di Vestfalia.

### Famiglia
Cugino della Regina del Belgio Elisabetta di Baviera (1876-1965), fu  parente di diverse Case Sovrane. Sposò la principessa Edwige de Ligne, membro del Casato di Ligne (ex sovrano), da cui gli Arenberg si staccarono nel XVI secolo. 
Fu suocero del Principe della Casa Reale di Italia Filiberto di Savoia-Genova (marito di sua figlia Lidia) mentre il primo figlio Engelbert Charles, decimo Duca d'Arenberg, sposò Valeria di Schleswig-Holstein (unica figlia del Duca Alberto di Schleswig-Holstein, la cui nonna era la Regina Vittoria del Regno Unito) e l'altro figlio, Erik Engelbert, undicesimo Duca d'Arenberg, fu suocero di Leopoldo Francesco Arciduca d'Austria (degli Asburgo-Lorena di Toscana), (titolare) Granduca di Toscana, marito di Letizia d'Arenberg .

### Ultimi anni e morte
Engelberto Maria, al disfacimento dell'Impero Tedesco, perse gran parte del suo patrimonio che si trovava in Belgio (comprese le dimore abitate da secoli dalla famiglia) confiscato dal governo perché cittadino tedesco, e si dedicò all'industria fondando, nel 1928, la Arenberg-Meppen GmbH. Dopo un breve soggiorno a Milano si trasferì a Losanna, dove morì nel 1949.

## Ascendenza
|                                         |                                      |                                             | Genitori                                  |  |  | Nonni |  |  | Bisnonni                      |  |  | Trisnonni                            |  |
|                                         |                                      |                                             |                                           |  |  |       |  |  | 8. Louis-Engelbert d'Arenberg |  |  | 16. Charles-Marie-Raymond d'Arenberg |  |
|                                         |                                      |                                             |                                           |  |  |       |  |  | 8. Louis-Engelbert d'Arenberg |  |  | 16. Charles-Marie-Raymond d'Arenberg |  |
|                                         |                                      | 17. Louise Marguerite de La Marck           |                                           |  |  |       |  |  | 8. Louis-Engelbert d'Arenberg |  |  |                                      |  |
| 4. Prosper-Louis d'Arenberg             |                                      |                                             |                                           |  |  |       |  |  | 8. Louis-Engelbert d'Arenberg |  |  |                                      |  |
|                                         |                                      | 9. Louise Antoinette de Brancas-Villars     | 18. Louis-Léon de Brancas                 |  |  |       |  |  |                               |  |  |                                      |  |
|                                         |                                      | 9. Louise Antoinette de Brancas-Villars     | 18. Louis-Léon de Brancas                 |  |  |       |  |  |                               |  |  |                                      |  |
|                                         |                                      | 9. Louise Antoinette de Brancas-Villars     | 19. Elisabeth Pauline de Gand-Vilain      |  |  |       |  |  |                               |  |  |                                      |  |
| 2. Engelbert-Auguste d'Arenberg         |                                      | 9. Louise Antoinette de Brancas-Villars     |                                           |  |  |       |  |  |                               |  |  |                                      |  |
|                                         |                                      | 10. Anton Isidor von Lobkowicz              | 20. August Anton Joseph von Lobkowitz     |  |  |       |  |  |                               |  |  |                                      |  |
|                                         |                                      | 10. Anton Isidor von Lobkowicz              | 20. August Anton Joseph von Lobkowitz     |  |  |       |  |  |                               |  |  |                                      |  |
|                                         |                                      | 10. Anton Isidor von Lobkowicz              | 21. Ludmila Josefa Czernin von Chudenic   |  |  |       |  |  |                               |  |  |                                      |  |
| 5. Ludmilla von Lobkowicz               |                                      | 10. Anton Isidor von Lobkowicz              |                                           |  |  |       |  |  |                               |  |  |                                      |  |
|                                         |                                      | 11. Maria Sidonia Kinská z Vchynic a Tetova | 22. Joseph Kinsky von Wchinitz und Tettau |  |  |       |  |  |                               |  |  |                                      |  |
|                                         |                                      | 11. Maria Sidonia Kinská z Vchynic a Tetova | 22. Joseph Kinsky von Wchinitz und Tettau |  |  |       |  |  |                               |  |  |                                      |  |
|                                         |                                      | 11. Maria Sidonia Kinská z Vchynic a Tetova | 23. Rosa von Harrach                      |  |  |       |  |  |                               |  |  |                                      |  |
| 1. Engelbert-Marie d'Arenberg           |                                      | 11. Maria Sidonia Kinská z Vchynic a Tetova |                                           |  |  |       |  |  |                               |  |  |                                      |  |
|                                         | 12. Auguste Marie Raymond d'Arenberg | 24. Charles-Marie-Raymond d'Arenberg (= 16) |                                           |  |  |       |  |  |                               |  |  |                                      |  |
|                                         | 12. Auguste Marie Raymond d'Arenberg | 24. Charles-Marie-Raymond d'Arenberg (= 16) |                                           |  |  |       |  |  |                               |  |  |                                      |  |
|                                         | 12. Auguste Marie Raymond d'Arenberg | 25. Louise Marguerite de La Marck (= 17)    |                                           |  |  |       |  |  |                               |  |  |                                      |  |
| 6. Ernst Engelbert d'Arenberg           | 12. Auguste Marie Raymond d'Arenberg |                                             |                                           |  |  |       |  |  |                               |  |  |                                      |  |
|                                         |                                      | 13. Marie Le Danois                         | 26. Joseph François Le Danois             |  |  |       |  |  |                               |  |  |                                      |  |
|                                         |                                      | 13. Marie Le Danois                         | 26. Joseph François Le Danois             |  |  |       |  |  |                               |  |  |                                      |  |
|                                         |                                      | 13. Marie Le Danois                         | 27. Marie Françoise Le Danois de Cernay   |  |  |       |  |  |                               |  |  |                                      |  |
| 3. Eléonore Josephine Ursula d'Arenberg |                                      | 13. Marie Le Danois                         |                                           |  |  |       |  |  |                               |  |  |                                      |  |
|                                         |                                      | 14. Karl von Auersperg                      | 28. Wilhelm I von Auersperg               |  |  |       |  |  |                               |  |  |                                      |  |
|                                         |                                      | 14. Karl von Auersperg                      | 28. Wilhelm I von Auersperg               |  |  |       |  |  |                               |  |  |                                      |  |
|                                         |                                      | 14. Karl von Auersperg                      | 29. Leopoldine von Waldstein              |  |  |       |  |  |                               |  |  |                                      |  |
| 7. Sophie von Auersperg                 |                                      | 14. Karl von Auersperg                      |                                           |  |  |       |  |  |                               |  |  |                                      |  |
|                                         |                                      | 15. Augusta von Lenthe                      | 30. Carl von Lenthe                       |  |  |       |  |  |                               |  |  |                                      |  |
|                                         |                                      | 15. Augusta von Lenthe                      | 30. Carl von Lenthe                       |  |  |       |  |  |                               |  |  |                                      |  |
|                                         |                                      | 15. Augusta von Lenthe                      | 31. Sophie von Bennigsen                  |  |  |       |  |  |                               |  |  |                                      |  |
|                                         |                                      | 15. Augusta von Lenthe                      |                                           |  |  |       |  |  |                               |  |  |                                      |  |